# Шорсткість русла

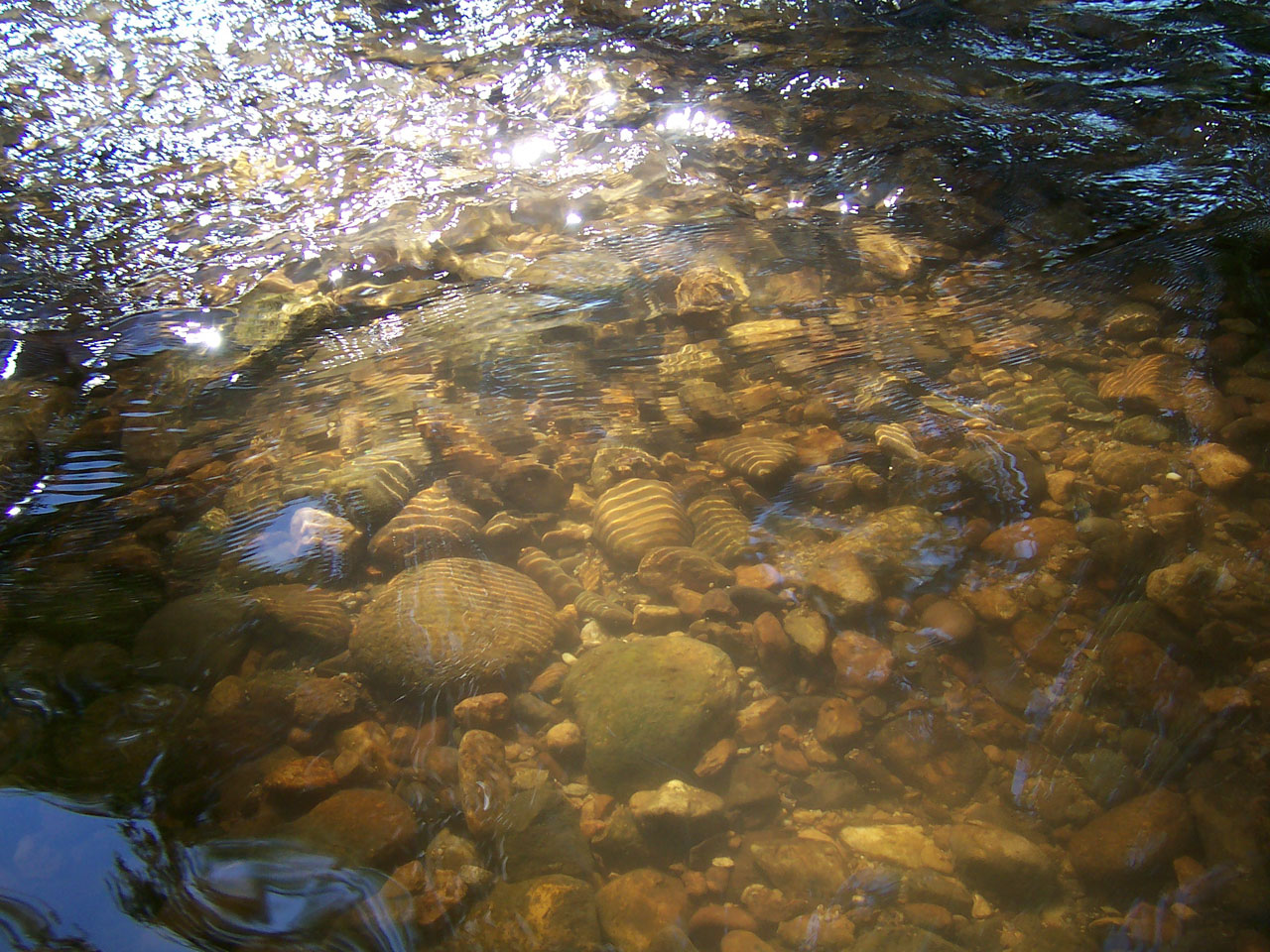
Дно річки.

Шо́рсткість ру́сла — нерівності поверхні дна і стінок каналів та річкових русел, що зумовлює опір руху води. Залежить від складу ґрунту, характеру рослинності в руслі, наявності каменів, цурпалок тощо.
Швидкість безнапірного потоку у відкритому руслі залежить від форми і розмірів поперечного перерізу та шорсткості стінок русла і визначається за рівнянням (формулою) Манінга (або рівняння Гоклера-Манінга).
Шорсткість русла визначається такими основними факторами: розмір зерна відкладки, наявність  валунів у потоковому каналі, варіації ширини та глибини каналів, біологічні фактори (висота трави), намиви що створює природні дамби. 